# Aprilia RS-GP
Aprilia RS-GP — гоночний мотоцикл, який був розроблений італійською компанією Aprilia у 2015 році у класі прототипів для участі у чемпіонаті світу з шосейно-кільцевих мотоперегонів серії Гран-Прі в класі MotoGP.

## Історія
Модель RS-GP стала перехідною в процесі розробки нового мотоцикла для участі команди «Aprilia Racing» в чемпіонаті MotoGP.
Прототип був побудований на базі двигуна від RSV4, але мав деякі відмінності. Діаметри циліндра було збільшено з 78 до 81 мм, привід клапанів було замінено на пневматичний. Потужність двигуна стала більшою на 20 к. с. порівняно з RSV4, який брав участь у чемпіонаті WSBK.
УВ мотоциклі стандартно використовувалась електроніка, яка розроблялась власними фахівцями Aprilia з 2005 року і була єдиною для серій MotoGP, Superbike і Superstock. Проте один із двох прототипів використовував апаратне забезпечення від Magneti Marelli, яке мало стати єдиним у MotoGP з сезону 2016 року. Весною в електроніку мотоцикла був доданий датчик крутного моменту.
У травні 2015 року, на тестах у Хересі після Гран-Прі Іспанії, на RS-GP вперше була випробувана безпоштовхова коробка перемикання передач, але перша її поява в офіційних змаганнях відбулась на Гран-Прі Італії в Муджелло.
Всього у сезоні в RS-GP було випробувано по три різні варіанти шасі та маятника підвіски.
Однією з головних проблем RS-GP залишалась маса мотоцикла, яка становила 168 кг (що була на 3 кг більше від версії WSBK) при мінімально допустимій у серії 158 кг.

### RS-16 GP
Для сезону 2016 була розроблена абсолютно нова модель. Вона отримала повністю новий, більш компактний двигун та нове шасі, а її маса зменшилась на 9 кг в порівнянні з попередньою. Уже в перших гонках гонщики стали демонструвати кращі результати, зокрема Брадль на Гран-Прі Аргентини зумів зайняти 7-ме місце. На той момент двигун мотоцикла розвивав потужність до 245 к. с. (тоді як найпотужніший двигун серії від мотоцикла Ducati Desmosedici GP16, за різними оцінками, видавав до 295 к. с.). Протягом сезону інженери працювали над збільшенням його потужності, зумівши до п'ятої гонки сезону, Гран-Прі Франції, досягти позначки у 255—260 к. с.

## Участь у MotoGP
Уже у перших гонках сезону 2015 стало очевидним, що RS-GP не може на рівних конкурувати з найкращими мотоциклами класу. Так, у перших трьох гонках сезону два гонщики команди набрали лише 1 очко. Проте поступово RS-GP ставав більш конкурентним, і до кінця сезону Альваро Баутіста двічі зміг піднятись на 10 місце, в Барселоні та Сільверстоуні; ще одне десяте місце зайняв Штефан Брадль на Гран-Прі Малайзії.
| Сезон | Шини        | Команда                     | №  | Гонщик           | Гонки | Пер | Под | ПП | НК | Очки  | Місце |
| ----- | ----------- | --------------------------- | -- | ---------------- | ----- | --- | --- | -- | -- | ----- | ----- |
| 2015  | Bridgestone | Aprilia Racing Team Gresini | 6  | Штефан Брадль    | 9(17) | 0   | 0   | 0  | 0  | 8(17) | 18    |
| 2015  | Bridgestone | Aprilia Racing Team Gresini | 19 | Альваро Баутіста | 18    | 0   | 0   | 0  | 0  | 31    | 16    |
| 2015  | Bridgestone | Aprilia Racing Team Gresini | 33 | Марко Меландрі   | 8     | 0   | 0   | 0  | 0  | 0     | —     |
| 2015  | Bridgestone | Aprilia Racing Team Gresini | 70 | Майкл Лаверті    | 1     | 0   | 0   | 0  | 0  | 0     | —     |